# Negativni alosterni modulator
Negativni alosterni modulator (NAM) je lek koji indirektno umanjuje aktivnost  receptora putem deaktivacije alosternog mesta na proteinu. NAM ligandi su slični sa inverznim agonistima po tome što poništavaju sveukupnu aktivaciju receptora. Oni se razlikuju po tome što ne mogu da deluju u odsustvu agonista.